# Coris formosa
A Coris formosa a sugarasúszójú halak (Actinopterygii) osztályának sügéralakúak (Perciformes) rendjébe, ezen belül az ajakoshalfélék (Labridae) családjába tartozó faj.

## Előfordulása

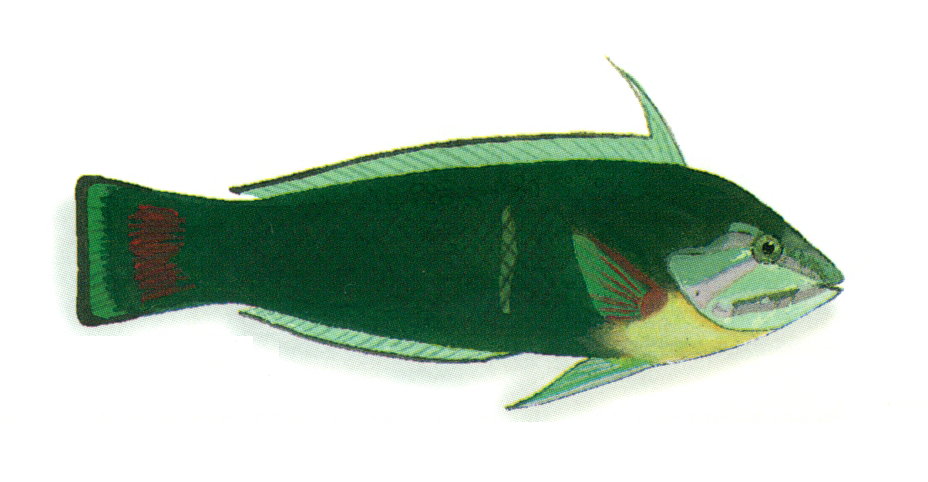
Rajzok egy kifejlett és...

A Coris formosa előfordulási területe az Indiai-óceán nyugati része és a Vörös-tenger déli része. A Dél-afrikai Köztársaságbeli KwaZulu-Natal tartománytól kezdve, egészen Srí Lankáig található meg.

## Megjelenése

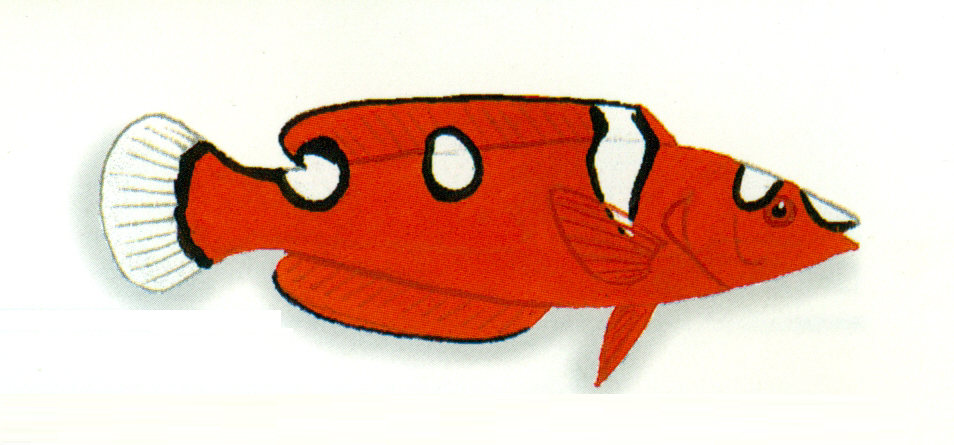
...egy fiatal példányról

Ez a legfeljebb 60 centiméter hosszú. A hátúszóján 9 tüske és 12 sugár, míg a farok alatti úszóján 3 tüske és 12 sugár van. A kifejlett hím színezete a vöröstől a levendula színűig változik. Farokúszójuk végén vékony, fekete sáv van. Testét sok kékeszöld petty díszíti. Testének elülső része világos narancssárga vagy vörös. A fiatal a felnőttől eltérően egészen más színezetű. Teste narancssárga, feje és testének alsó része sötétbarna; három nagy függőleges, feketével szegélyezett fehér folttal.

## Életmódja
A Coris formosa trópusi, tengeri hal, amely a 2-50 méteres mélységekben levő korallzátonyokon él. A 24-27 Celsius-fokos hőmérsékletet kedveli. A felnőtt a tengerifű vagy a korallok között él; általában magányosan. Az ivadék az árapálytérség pocsolyáiba menekül. Főleg a kemény héjú állatokkal táplálkozik, mint például rákokkal, házas puhatestűekkel és tengerisünökkel.

## Felhasználása
Ennek a halnak csak kisebb mértékű halászata van. Főleg a városi akváriumok számára halásszák.

## Képek

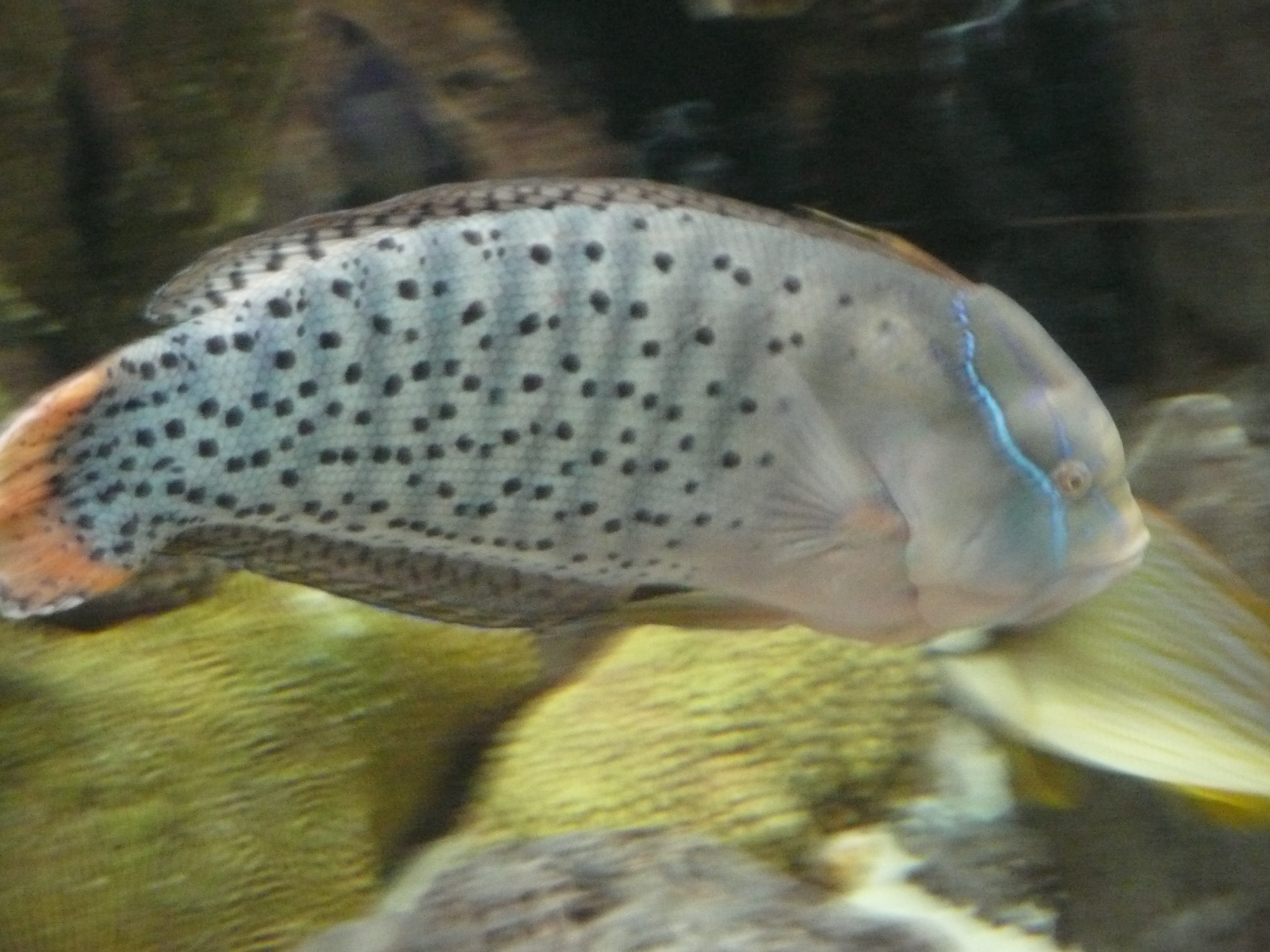
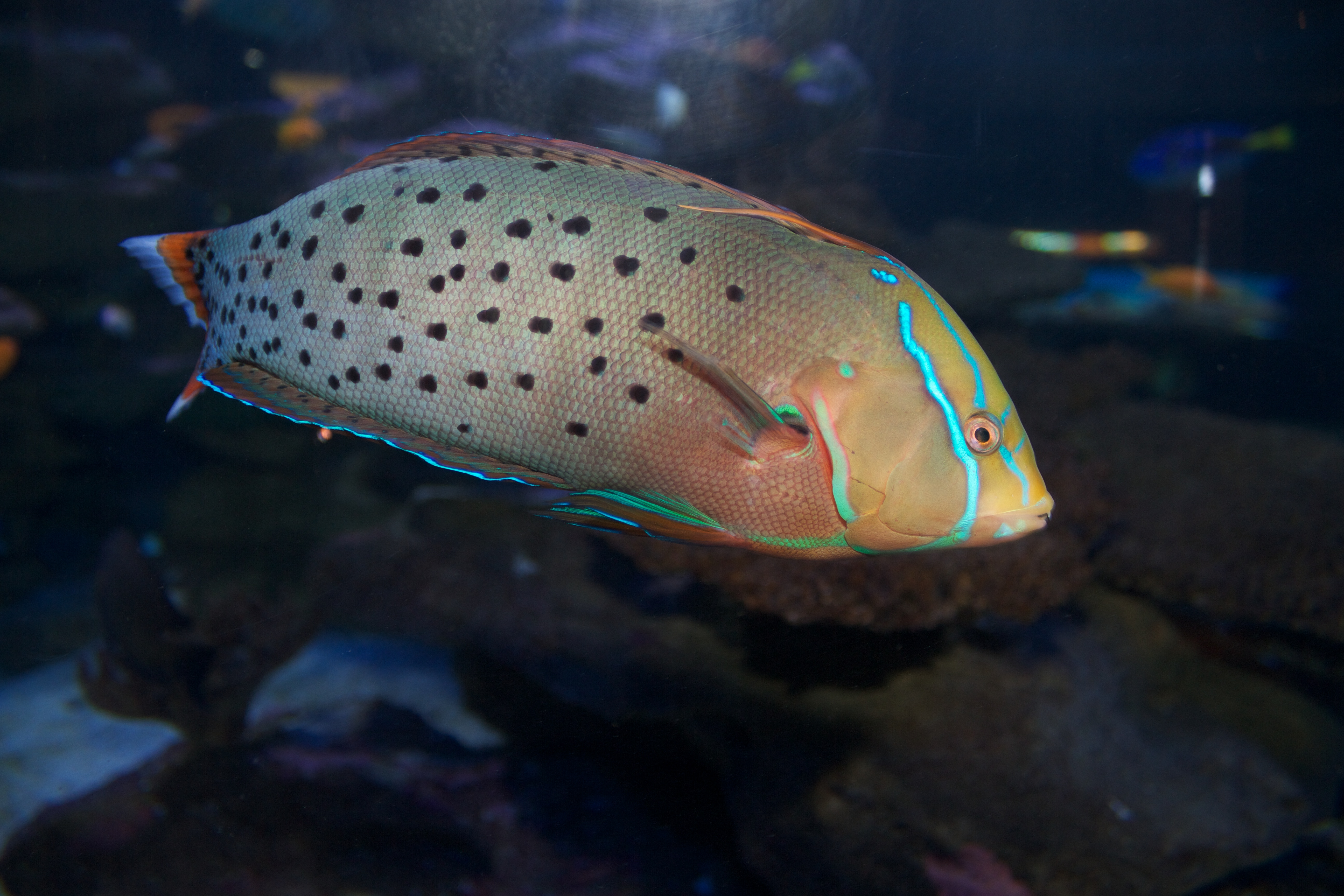